# Weserbank
Die Weserbank AG war eine kleine Private Bank mit Unternehmenssitz in Bremerhaven. Seit dem 9. April 2008 ist die Bank wegen Überschuldung geschlossen.

## Geschichte
Das Institut wurde ursprünglich 1912 in Form einer genossenschaftlichen Kooperation von Heinrich Kuhlmann und anderen Fleischern und Viehhändlern als Viehmarktsbank der Unterweserstädte GmbH gegründet. 1948 schrumpfte das Vermögen der Bank durch Inflation und Währungsreform auf den Hausbesitz und die Geschäftsausstattung. 1951 war die damalige Viehmarktsbank eines der Gründungsmitglieder im neu gegründeten Bundesverband Deutscher Banken in Verbindung mit der Mitgliedschaft im Einlagensicherungsfonds.
2001 wurde das Viehmarktgeschäft abgeschafft und die Bank als reine Privatbank neu aufgestellt; drei Jahre später wurde sie durch eine Investorengruppe übernommen und schließlich 2005 in eine Aktiengesellschaft umgewandelt. Seitdem bot die Weserbank die komplette Palette der Finanzdienstleistungen. Dabei arbeitete sie teilweise auch mit Kooperationspartnern zusammen. Seit 2006 war sie mit einer neuen Niederlassung auch in Frankfurt am Main vertreten.
Am 9. April 2008 hat die Bundesanstalt für Finanzdienstleistungsaufsicht (BaFin) einen Antrag auf Eröffnung des Insolvenzverfahrens gestellt und das Institut für den Verkehr mit der Kundschaft geschlossen. Da die Bank dem Einlagensicherungsfonds des Bundesverbandes deutscher Banken und der Entschädigungseinrichtung deutscher Banken angehört, waren die Einlagen gegenüber den Nichtbanken in Höhe von 25,9 Millionen Euro bis zu einer Einzeleinlage von jeweils 30 Prozent des haftenden Eigenkapitals entsprechend 1,83 Mio. Euro pro Einleger gesichert.

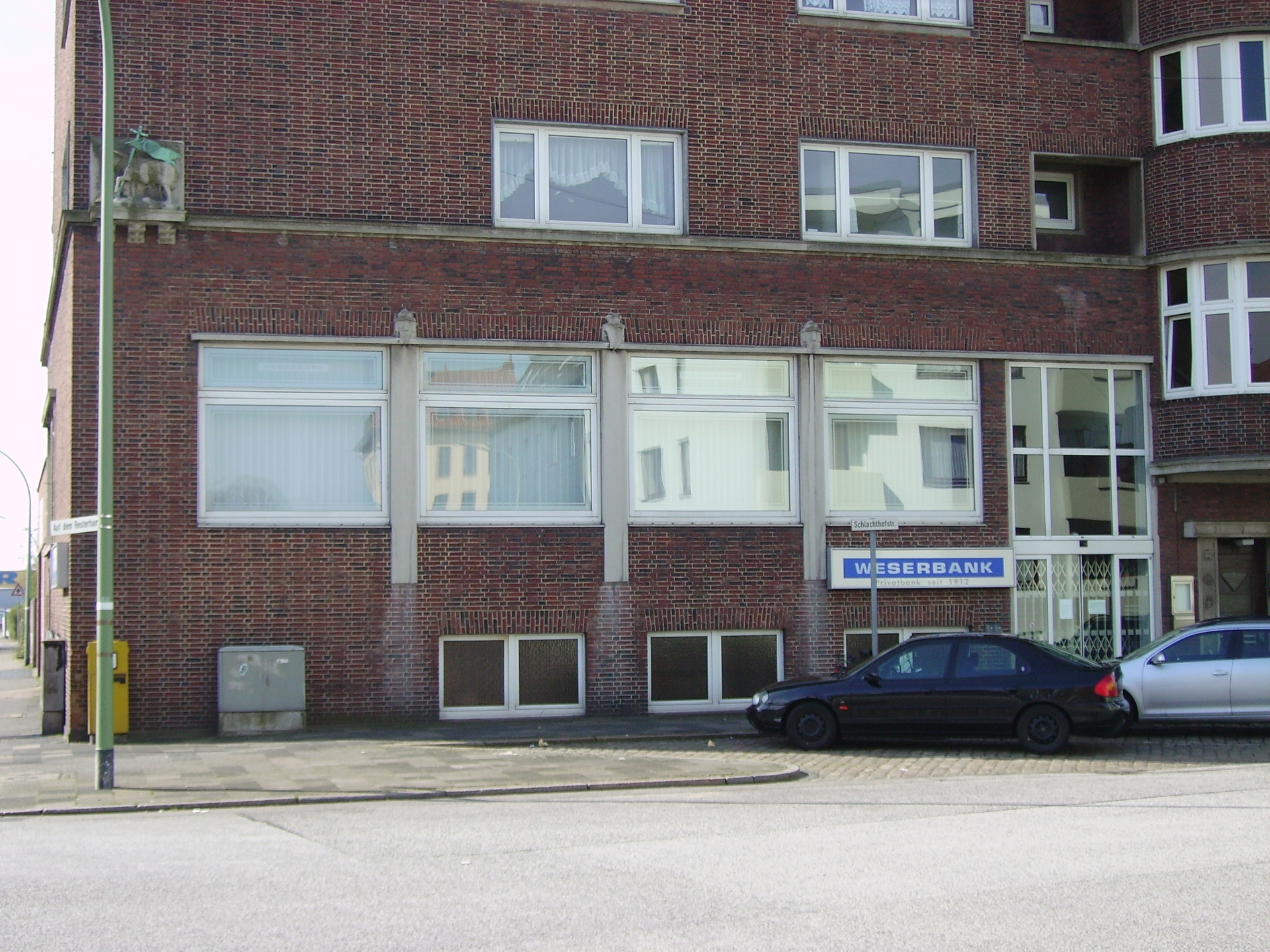
Gebäude der Weserbank in Bremerhaven, Schlachthofstraße 14, kurz nach der Schließung im April 2008

Am 17. April 2008 wurde von der BaFin der „Entschädigungsfall“ festgestellt. Die rund 2.800 Kunden der Weserbank wurden durch den Einlagensicherungsfonds und der Entschädigungseinrichtung der deutschen Banken entschädigt. Wie die BaFin weiter mitteilte, ist kein Kunde dabei, der die Grenze der Einlagensicherung (1,83 Mio. €) überschreitet.